# Госпатрик II, граф Лотиана
Госпатрик II (англ. Gospatric II; вероятно погиб 22 августа 1138) — англо-шотландский аристократ, граф Лотиана и английский барон, сын Госпатрика I, графа Нортумбрии.
Родственник шотландских королей, Госпатрик имел владения в Лотиане и англо-шотландском Пограничье, вероятно, занимая высокое положение при дворе шотландского короля Давида I. Кроме того, он пользовался расположением английского короля Генриха I Боклерка, от которого получил владения в Нортумбрии. Скорее всего он погиб во время вторжения шотландской армии в Англию в битве штандартов.
Госпатрик был родоначальником шотландского рода Данбаров, игравшего заметную роль в Шотландии и Пограничье.

## Биография
Госпатрик был младшим из сыновей графа Нортумбрии Госпатрика I, бежавшего в Шотландию около 1072 года после потери своих владений. Традиционно считается, что Госпатрик I был внуком Кринана Данкельдского и, соответственно, родственником короля Шотландии Малькольма III, который даровал Госпатрику земли в Данбаре и Лотиане.
Впервые в шотландских документах Госпатрик II упоминается около 1020 года. Госпатрик засвидетельствовал много шотландских актов в период между 1020 и 1034 годами, однако там он очень редко упоминается как граф. Чаще он называется «Госпатрик, брат Дольфина». Подобное именование встречается даже на печати Госпатрика: в одном из собственных актов, датированного периодом между 1024 и 1038 годами, он себя называет «Граф Госпатрик, брат Дольфина». В то же время в акте короля Давида I, датированном июнем 1138 года, он назван просто «Граф Госпатрик». Отсутствие графского титула в документах, возможно, объясняется тем, что Гостпатрик не был графом Лотиана, а этот титул носил его старший брат Дольфин. Однако этот вывод не является общепринятым, возможно Госпатрик получил титул графа Лотиана около 1134 года, что объясняет, почему в актах, датированных периодом между 1134 и 1138 годами он называется с графским титулом.
Статус, который Госпатриик занимал в Нортумбрии, задокументирован лучше. После смерти короля Англии Генриха I новый король, Стефан Блуасский, в начале 1136 года подтвердил данное своим предшественником пожалование Бинли и ряда других земель в Нортумбрии, в которой Госпатрик владел как минимум 14 манорами. Его нортумберлендские владения включали земли между Вулером и Морпетом. Неизвестно, каким образом Госпатрик их получил, но один документ, датированный 1212 годом сообщает, что Генрих I даровал Госпатрику баронство, чтобы графы Лотиана (позже Данбара) могли разрешать пограничные споры и, фактически, это являлось попыткой обеспечить лучший контроль над пограничными землями. Это свидетельство того, что Госпатрик был в числе высшей знати, имевшей владения в англо-шотландском Пограничье. Вероятно Госпатрик занимал высокое положение при шотландском дворе, о чём свидетельствует наличие его имени как свидетеля на королевских актах. Кроме того, он пользовался поддержкой Генриха I Английского.
Пожертвования, которые Госпатрик делал церкви, возможно, свидетельствуют о его благочестии. Единственным вкладом для английских монастырей было пожертвование церкви Эдлингема. Также он передал Эдром и Несбит аббатству Колдингем, зависящему от Дарема. В Шотландии Госпатрик был покровителем церкви Святого Николая в Берикшире.
Предполагается, что Госпатрик погиб в битве штандартов, произошедшей в Коудон Мур к северу от Норталлертона в Северном Йоркшире, произошедшей 22 августа 1138 года: хронист Генрих Хантингдонский пишет, что военачальник лотианцев был поражён стрелой, когда он бился во главе своего отряда. Госпатрик точно был мёртв 16 августа 1139 года, когда король Давид I подтвердил одно из пожалований Госпатрика аббатству Колдингем, передав монахам земли, которые Госпатрик держал при жизни.
Наследовал Госпатрику его старший сын Госпатрик III.

## Брак и дети
Имя жены Госпатрика неизвестно. Дети:
- Госпатрик III (ум. 1166), граф Лотиана с 1138
- Адам[4]
- Эдвард (ум. до 1152/1153)
- Эдгар
- Юлиана; муж: Ранульф де Мерлей из Морпета (ум. после 1137)